# Richard Phillips (Maler)
Richard Phillips (* 1962 in Marblehead, Massachusetts) ist ein US-amerikanischer Maler des Hyperrealismus. Seine großformatigen Ölbilder zeigen Promis, Erotikdarsteller oder Politiker. Darüber hinaus ließ er Darstellerinnen in Videos in der Ästhetik von Werbeclips agieren, wie beispielsweise Lindsay Lohan in seinem Kurzfilm First Point aus dem Jahre 2012 oder Sasha Grey.
Phillips studierte in den 1980er Jahren Malerei in Boston und New Haven. 
Er lebt und arbeitet in New York City. Seine Arbeiten wurden weltweit gezeigt, darunter im Museum of Modern Art New York und der Tate Gallery London. Phillips wird in Deutschland von der Galerie Max Hetzler vertreten.